# Robert Napier
Robert Cornelis Napier (1. Baron Napier Magdala) (ur. 6 grudnia 1810, zm. 14 stycznia 1890) – brytyjski wojskowy, marszałek polny.

## Życiorys
Był synem majora Charlesa Fredericka Napiera, rannego podczas szturmu Meester Corneis (26 sierpnia 1810) na Jawie i zmarłego kilka miesięcy później. Robert urodził się na Cejlonie 6 grudnia 1810. W wieku 18 lat wstąpił do jednostki saperów Bengal Engineers i służył w niej podczas wojen sikhijskich.
Następnie służył w Północno-Zachodniej Prowincji Pogranicznej i uczestniczył w działaniach w Peszawarze i Afganistanie.
Służył podczas buntu w Indiach, pomagając stłumić końcowy opór przed przejęciem dowodzenia dywizją podczas wojny z Chinami.
Największą sławę odniósł jako marszałek polny, prowadząc ekspedycję karną w 1867 do Amba Mariam (inaczej fort Magdala), blisko stolicy Abisynii, która uratowała kilku schwytanych brytyjskich dyplomatów i pokonała siły abisyńskie. Otrzymał parlamentarną emeryturę, Krzyż Wielki Orderu Łaźni (GCB) i honorowe obywatelstwo miasta Londynu, a z tytułu zwycięstwa (Victory title) nadano mu dziedziczną godność para, Barona Napier Magdala.
Później został głównodowodzącym w Indiach. Był także Rycerzem Wielkim Komandorem Orderu Gwiazdy Indii (GCSI) i kawalerem Orderu Imperium Indyjskiego (CIE).
Lord Napier Magdala zmarł 14 stycznia 1890.